# Los Cabos Open 2025
Los Cabos Open 2025, oficiálně Mifel Tennis Open by Telcel Oppo 2025, byl tenisový turnaj na mužském profesionálním okruhu ATP Tour, hraný v areálu Cabo Sports Complex. Devátý ročník Los Cabos Open probíhal mezi 14. a 19. červencem 2025 v mexickém přímořském městě Cabo San Lucas na dvorcích s tvrdým povrchem. V kalendáři okruhu byl přesunut z únorového termínu do letní sezóny. 
Turnaj s odměnami hráčům 920 480 dolarů patřil do kategorie ATP Tour 250. Nejvýše nasazeným singlistou se stal desátý tenista světa Andrej Rubljov. Jako poslední přímý účastník do hlavní soutěže nastoupil australský 183. hráč žebříčku James McCabe. V důsledku invaze Ruska na Ukrajinu na konci února 2022 řídící organizace tenisu ATP, WTA a ITF s grandslamy rozhodly, že ruští a běloruští tenisté mohli dále na okruzích startovat, ale do odvolání nikoli pod vlajkami Ruska a Běloruska.
Čtvrtý singlový titul na okruhu ATP Tour, a první pod otevřeným nebem, vybojoval 26letý Kanaďan Denis Shapovalov. Čtyřhru ovládli Američané Robert Cash a JJ Tracy, kteří na okruhu ATP získali první kariérní trofeje.

## Rozdělení bodů a finančních odměn

### Rozdělení bodů
| Soutěž  | Soutěž      | vítězové | finalisté | semifinalisté | čtvrtfinalisté | 16 v kole | 28 v kole | Q  | Q2 | Q1 |
| ------- | ----------- | -------- | --------- | ------------- | -------------- | --------- | --------- | -- | -- | -- |
| dvouhra | [ 3 ] [ 9 ] | 250      | 165       | 100           | 50             | 25        | 0         | 13 | 7  | 0  |
| čtyřhra | [ 10 ]      | 250      | 150       | 90            | 45             | 0         | —         | —  | —  | —  |

Vysvětlivky
1. ↑  Nasazení s volným losem do druhého kola v případě prohry neobdrželi žádné body.[1]

### Finanční odměny
| Soutěž                                | Soutěž      | vítězové  | finalisté | semifinalisté | čtvrtfinalisté | 16 v kole | 28 v kole | Q2      | Q1      |
| ------------------------------------- | ----------- | --------- | --------- | ------------- | -------------- | --------- | --------- | ------- | ------- |
| dvouhra                               | [ 3 ] [ 9 ] | 135 325 $ | 78 965 $  | 46 420 $      | 26 895 $       | 15 615 $  | 9 545 $   | 4 775 $ | 2 605 $ |
| čtyřhra                               | [ 10 ]      | 47 080 $  | 25 290 $  | 14 800 $      | 8 210 $        | 4 840 $   | —         | —       | —       |
| částka ve čtyřhrách je uvedena na pár |             |           |           |               |                |           |           |         |         |

## Mužská dvouhra

### Nasazení
| Stát                           | Hráč                        | ATP | Nasazení |
| ------------------------------ | --------------------------- | --- | -------- |
|                                | Andrej Rubljov              | 14. | 1.       |
| Španělsko                      | Alejandro Davidovich Fokina | 27. | 2.       |
| Kanada                         | Denis Shapovalov            | 30. | 3.       |
| Francie                        | Quentin Halys               | 46. | 4.       |
| Německo                        | Daniel Altmaier             | 57. | 5.       |
| Čína                           | Pu Jün-čchao-kche-tche      | 71. | 6.       |
| USA                            | Aleksandar Kovacevic        | 76. | 7.       |
| Austrálie                      | Adam Walton                 | 90. | 8.       |
| Žebříček ATP k 30. červnu 2025 |                             |     |          |

### Jiné formy účasti
Následující hráči obdrželi divokou kartu:
- Luis Carlos Álvarez
- Alex Hernández
- Rodrigo Pacheco Méndez[1]

Následující hráči postoupili z kvalifikace:
- Alan Magadán
- Nicolás Mejía
- Govind Nanda
- Wu I-ping[1]

### Odhlášení
před zahájením turnaje
- Borna Ćorić → nahradil jej  Emilio Nava
- Rinky Hijikata → nahradil jej  Colton Smith
- Brandon Holt → nahradil jej  James McCabe
- Jaume Munar → nahradil jej Alibek Kačmazov
- Lorenzo Musetti → nahradil jej  Mitchell Krueger
- Brandon Nakashima → nahradil jej  Juan Pablo Ficovich
- Jošihito Nišioka → nahradil jej  Tristan Schoolkate
- Cameron Norrie → nahradil jej  Adrian Mannarino
- Ethan Quinn → nahradil jej  James Duckworth
- Jordan Thompson → nahradil jej  Hady Habib

## Mužská čtyřhra

### Nasazení
| Stát                                                                      | Hráč               | Stát      | Hráč            | ATP | Nasazení |
| ------------------------------------------------------------------------- | ------------------ | --------- | --------------- | --- | -------- |
| Francie                                                                   | Sadio Doumbia      | Francie   | Fabien Reboul   | 49. | 1.       |
| USA                                                                       | Christian Harrison | USA       | Rajeev Ram      | 57. | 2.       |
| USA                                                                       | Nathaniel Lammons  | USA       | Jackson Withrow | 60. | 3.       |
| Austrálie                                                                 | Matthew Ebden      | Austrálie | John Peers      | 73. | 4.       |
| Žebříček ATP k 30. červnu 2025; číslo je součtem umístění obou členů páru |                    |           |                 |     |          |

### Jiné formy účasti
Následující páry obdržely divokou kartu:
- Nicolás Mejía /  Rodrigo Pacheco Méndez
- Manuel Sánchez /  Bernard Tomic

### Odhlášení
před zahájením turnaje
- Juki Bhambri /  Michael Venus → nahradili je  Hans Hach Verdugo /  Cristian Rodríguez
- Alexander Erler /  Robert Galloway → nahradili je  James Cerretani /  Theo Winegar
- Rinky Hijikata /  Adam Walton → nahradili je  James Duckworth /  Adam Walton
- Mackenzie McDonald /  David Stevenson → nahradili je  Niki Kalijanda Púnača /  Džívan Nedunčežijan
- Nikola Mektić /  Rajeev Ram → nahradili je  Christian Harrison /  Rajeev Ram

## Přehled finále

### Mužská dvouhra
- Denis Shapovalov vs.  Aleksandar Kovacevic, 6–4, 6–2

### Mužská čtyřhra
- Robert Cash /  JJ Tracy vs.  Blake Bayldon /  Tristan Schoolkate, 7–6(7–4), 6–4